# Johan Hammarqvist
Per Johan Anders Hammarqvist, född 12 september 1975, är tidigare politisk redaktör för lokaltidningen Norra Skåne. Han är bosatt i Finja i Hässleholms kommun.

## Biografi
Hammarqvist jobbade som politisk sekreterare mellan mars 2000 och november 2001 och hade ansvar för miljö-, jordbruks- och trafikfrågor. Från november 2001 till april 2006 var han pressekreterare åt Maud Olofsson, dåvarande partiledare för Centerpartiet. Efter det var han biträdande presschef, mediestrateg och konkurrentbevakare mellan april 2006 och riksdagsvalet 2006. Sedan blev han politisk redaktör för Norra Skåne, en post som han upprätthöll till och med februari 2012 då han lämnade tidningen. Hammarqvist ersattes av Dag Gustavsson.